# Ganżowka
Ganżowka (ros. Ганжовка) – wieś (ros. деревня, trb. dieriewnia) w zachodniej Rosji, w sielsowiecie biełowskim rejonu biełowskiego w obwodzie kurskim.

## Geografia
Miejscowość położona jest nad rzeką Bobrawa, 9,5 km od centrum administracyjnego sielsowietu biełowskiego i całego rejonu Biełaja, 87 km od Kurska.
W granicach miejscowości znajdują się 3 posesje.

## Demografia
W 2010 r. miejscowość zamieszkiwały 2 osoby.